# Makary II (metropolita kijowski)
Makary (zm. 1556) – prawosławny metropolita kijowski.

## Życiorys
Pochodził z Moskwy. Do Rzeczypospolitej przybył razem z Heleną Moskiewską, żoną Aleksandra Jagiellończyka jako jej spowiednik. Był jeszcze wtedy duchownym żonatym, miał dzieci. Data śmierci jego małżonki jest nieznana; po tym wydarzeniu kapłan złożył wieczyste śluby mnisze i pod nowym imieniem Makary został przełożonym Monasteru Leszczyńskiego z godnością archimandryty. W 1522, po śmierci biskupa Jonasza, został wybrany na jego następcę na katedrze turowskiej. Urząd sprawował przez sześć lat, do 1528, gdy król Zygmunt I Stary nadał mu przywilej na katedrę łucko-ostrogską, po śmierci biskupa Pafnucego.
W 1534 (według innego źródła w 1535) Makary został mianowany metropolitą kijowskim. Pozostawał w dobrych relacjach z królem Zygmuntem Starym. Okres sprawowania przez Makarego urzędu był okresem nieustannych konfliktów między prawosławną szlachtą, jak również sporów prawosławnych instytucji z władzami świeckimi i Kościołem katolickim. Metropolita Makary pozostawał w ostatnich latach w konflikcie z biskupem lwowskim Andrzejem, jednak nie został on rozstrzygnięty z powodu śmierci hierarchy. 
Przyczynił się do odnowienia eparchii lwowskiej, wyświęcając na niej biskupa Makarego (Tuczapskiego).